# Uljanik (Garešnica)
Uljanik je naselje u Bjelovarsko-bilogorskoj županiji nedaleko od Garešnice.

## Zemljopis
Naselje je smješteno na uzvisini uz glavnu cestu Daruvar–Dežanovac–Poljana, a križanje u središtu Uljanika usmjerava promet prema Garešnici, Kutini i Zagrebu. Općinski put vodi iz Uljanika prema Gornjem Uljaniku i preko Goveđeg Polja i Trojeglave do Badljevine, a svojim drugim krakom preko Dežanovca i Trojeglave prema Brekinskoj i Gaju i prema Lipiku i Pakracu. To je brežuljkasti kraj na nadmorskoj visini od 130 do 150 metara s dosta livada, šuma i poljoprivrednog zemljišta, što je pogodovalo razvoju poljoprivrede i uzgoju stoke.

## Stanovništvo
Uljanik ima oko 233 stanovnika od popisa 2021. godine. Od 19. stoljeća broj stanovnika se postupno smanjivao te došao do današnjeg broja.
| broj stanovnika | 408   | 982   | 1175  | 779   | 948   | 859   | 857   | 847   | 684   | 682   | 676   | 531   | 551   | 399   | 332   | 287   | 230   |
|                 | 1857. | 1869. | 1880. | 1890. | 1900. | 1910. | 1921. | 1931. | 1948. | 1953. | 1961. | 1971. | 1981. | 1991. | 2001. | 2011. | 2021. |

## Povijest
Poslije obnove Požeške županije 1745. godine, Uljanik je sa susjednim naseljima, od Poljane do Trojeglave, Kreštelovca i Imsovca, bio dio gospoštije Pakrac. Uključen je u kotar Kutinu, a pripadao je Podžupaniji Pakrac (Gornja podžupanija). Nakon promjena nekoliko vlasnika, pakračko vlastelinstvo došlo je u ruke požeškog podžupana, kasnije velikog župana, grofa Antuna Jankovića Daruvarskog. Kao revni administrator i gospodarstvenik, grof Janković poticao je naseljavanje stanovnika, te obnovu i rast naselja na svojim velikim dobrima oko Daruvara, Pakraca i Požege. U nekim srpskim naseljima kotara Pakrac bilo je zbog kmetskih obveza više pobuna te čak i smrtnih kazni, ali što se tiče područja Uljanika o tome nema bližih podataka. U jednom dokumentu Požeške županije na latinskom jeziku iz 1781. godine spominje se u vezi s naseljavanjem Požeške županije naselje Uljanik zajedno s Imsovim selom, Goveđim poljem, Desanovim selom (Dežanovac) i nekim drugim naseljima.
Rimokatolički vjernici najprije su pripadali Župi Sv. Katarine u Gaju, čijom brigom je u Uljaniku 1884. godine podignut prvi rimokatolički zvonik. Tijekom vremena, broj pravoslavnih vjernika Parohije Uljanik opadao je, što je došlo do izražaja već na početku 20. stoljeća, kada je zapisano da je broj pravoslavnih vjernika u Kreštelovcu i Trojeglavi spao samo na 20-ak obitelji u svakom od tih naselja. Poslije izgradnje makadamskog puta prema Garešnici, odlučeno je sagraditi novu crkvu u Uljaniku. Gradnju uljaničke katoličke crkve Blažene Djevice Marije Lurdske pomogao je vlasnik veleposjeda u Uljaniku i Petersalašu, Otto Biedermann, sa suprugom Margitom. Uz zgradu crkve bili su pored ulaznih vrata ugrađeni kipovi Sv. Ante i Sv. Florijana, a s južne strane crkve dograđena je sakristija. Blagoslov i prva misa u novoj crkvi u Uljaniku održani su 9. rujna 1900. godine. Vjerski život u to vrijeme postao je važnijom sastavnicom odraslih i djece uljaničke općine. Vjeroučitelji školske djece bili su mjesni pravoslavni paroh Mile Krajnović za djecu pravoslavaca, gajski župnik Vilim Urner za djecu rimokatolika, daruvarski rabin Jakob Gross za djecu Židova, i pastori protestantske crkve za djecu uljaničkih evangelika Čeha.

## Gospodarstvo
Uljanik je uglavnom poljoprivredno naselje. Ljudi se bave ratarstvom, uzgojem žitarica, voća i povrća, te stočarstvom. U Uljaniku djeluju dva trgovačka društva, trgovina Lonia Kutina i trgovina Lana Dežanovac. U Uljaniku se nalazi i ugostiteljski objekt Cafe Bar San. U Uljaniku se jednom mjesečno održava stočni sajam, sajam poljoprivrednih strojeva, voća i povrća i dr.

## Spomenici i znamenitosti
- Pravoslavna parohijalna crkva Sv. Jovana
- Crkva Blažene Djevice Marije Lurdske

## Obrazovanje
- Područna škola Uljanik

## Društva
- Dobrovoljno vatrogasno društvo, Uljanik

Prva vatrogasna postrojba u Gornjem Uljaniku utemeljena je 1924. godine, ali je ona bila sastavni dio DVD-a Uljanik. Iste godine izgrađeno je vatrogasno spremište u središtu Uljanika. U sklopu DVD-a pokrenuto je djelovanje limene glazbe u Uljaniku, koja je u početku imala 12 članova. U vatrogasnoj limenoj glazbi, na čijem su se čelu izmjenjivali tijekom godina vrsni glazbenici i kapelnici (Bazant, Novak Bahnik), sviralo je više naraštaja ljubitelja limene glazbe. Povremeno ih je uvježbavao bivši vojni glazbenik iz Dežanovca, Ivan (Jan) Sinek.
- Lovačko društvo Šljuka, Uljanik

## Šport
- NK Polet Uljanik – utemeljen 1966. godine.

- ŠRU Štuka Uljanik

## Poznate osobe
- Aleksandar Vondraček (1910. – 1972.) - odvjetnik
- Mladen Lojkić, hrvatski katolički publicist i nakladnik, teoretičar državništva i slobodnog zidarstva